# Bandiera del Sudan del Sud
La bandiera del Sudan del Sud è stata adottata il 9 luglio 2005, successivamente all'accordo di Naivasha che ha posto fine alla Seconda guerra civile sudanese.
La bandiera era stata utilizzata precedentemente dal Movimento di Liberazione del Popolo del Sudan che ha lottato per l'indipendenza della regione.
La bandiera è composta da tre bande orizzontali nero, rosso e verde, separate da due strisce bianche e da un triangolo blu posto sul lato del pennone, che reca al centro una stella gialla a cinque punte.
I colori rappresentano: il popolo del Sudan del sud (nero), la pace (bianco), il sangue versato per la libertà (rosso), la terra (verde) le acque del Nilo (blu).
La stella gialla rappresenta l'unità degli Stati del Sudan del Sud e un futuro di ottimismo per il popolo del paese.

## Bandiere storiche

Bandiera del Movimento di Liberazione del Popolo del Sudan (1983)
Bandiera del Movimento di Liberazione del Popolo del Sudan (1995)